# スティーヴン・トヨジ
スティーヴン・トヨジ（英語: Steven Toyoji、1986年1月22日 - ）は、アメリカ合衆国出身の車いすレーサー。ワシントン州のレイモンドで生まれておりアリゾナ州のツーソンに現在は住んでいる。日系アメリカ人。横断性脊髄炎という珍しい神経系の病気が8か月の時に発症し麻痺が残った。趣味は釣り、ゴルフ、読書などでアメリカンフットボールチームのシアトル・シーホークスのファンでもある。
16歳までは車いすスポーツとは無縁な生活を送ってきたが、高校時代より車いすバスケットボールや車いすでの陸上競技などに出場してきた。2004年にはアテネパラリンピックへ出場する予定だったが障害分類の問題から出場ができなかった。2008年の北京パラリンピックでは400mT52、800mT52、マラソンT52の三種目に出場が決まったが、400mでは7位、800mは棄権、マラソンでは5位に終わりメダル獲得はならなかった。